# Стефан Букінац
Стефан Букінац (серб. Стефан Букинац, нар. 8 липня 2005, Србобран, Сербія) — сербський футболіст, фланговий захисник клубу «Воєводина».

## Ігрова кар'єра

### Клубна
Стефан Букінац є вихованцем клубу «Воєводина». У жовтні 2022 року футболіст підписав з клубом перший професійний контракт на три роки. 30 липня 2023 року у виїзному матчі проти столичної «Црвени Звезди» Букінац дебютував в першій команді «Воєводини».
У вересні 2023 року футболіст уклав з клубом новий чотирирічний контракт.

### Збірна
У 2022 році в складі збірної Сербії (U-17) Стефан Букінац брав участь у юнацькому чемпіонаті Європи в Ізраїлі.
У 2025 році Стефан Букінац почав свої виступи у складі молодіжної збірної Сербії.